# بارامور
بارامور (بالإنجليزية: Paramore) فرقة روك موسيقية أمريكية من مدينة فرانكلين، تينيسي، تأسست في عام 2004. وتتكون حالياً من ثلاثة أعضاء المغنية هايلي ويليامز، عازف القيثارة تايلور يورك، وعازف الإيقاعات زاك فارو.
أطلقت الفرقة ألبومها الأول بعنوان "All We Know Is Falling" في عام 2005، ووصل إلى المرتبة الثامنة في ترتيب أغاني الروك البريطاني، والمرتبة الثلاثون في ترتيب بيلبورد. على الرغم من الإيرادات المتوسطة التي حصل عليها الألبوم، حصلت الأغنية الأساسية في الألبوم على تصنيف ذهبي من قبل رابطة صناعة التسجيلات الأمريكية.
صدر الألبوم الثاني للفرقة في عام 2007، بعنوان "Riot!" بعد نجاح أغاني قدمتها الفرقة مثل؛  "Misery Business"،"Crushcrushcrush"، و "That's What You Get"، لاقى الألبوم نجاحاً ورواجاً كبيرأً وحصل على تصنيف «بلاتيني» في الولايات المتحدة، ورشح لجائزة أفضل مطرب جديد في حفل جواز غرامي في عام 2008. في عام 2009، صدر ألبوم الفرقة الثالث بعنوان "Brand New Eyes"، والذي يُعد من ثاني أفضل ألبوم للفرقة من حيث المبيعات والتصنيف إذ بيع مايقارب 175,000 ألف نسخة في الاسبوع الأول، كما حصل على تصنيف «بلاتيني» في المملكة المتحدة وإيرلندا، وتصنيف «ذهبي» في الولايات المتحدة، كندا، استراليا، ونيوزيلندا.
بعدما ترك جوش، وزاك فارو الفرقة في عام 2010، أطلقت الفرقة ألبومها الرابع الذي حمل أسم الفرقة في عام 2013. حيث حصلت الفرقة على ترتيب أول في قائمة بيلبورد 200 لأول مرة في الولايات المتحدة، وأيضاً في المملكة المتحدة، إيرلندا، أستراليا، نيوزيلندا، البرازيل، الأرجنتين، والمكسيك. أحتوى الألبوم على أغاني ناجحة مثل "Still Into You"، و"Ain't It Fun"، التي فازت بأول جائزة غرامي للفرقة بفئة «أفضل أغنية روك»، لهايلي ويليامز، وتايلور يورك كَكُتاب. تغيرت تشكيلة الفرقة مرة ثانية بعدما ترك جيرمي ديفز الفرقة في آواخر عام 2015، وعودة عازف الإيقاعات السابق زاك فارو للفرقة في عام 2017.
في 12 مايو، 2017، أطلقت الفرقة ألبومها الخامس بعنوان "After Laughter".

## أعضاء الفرقة

### الأعضاء الحاليون

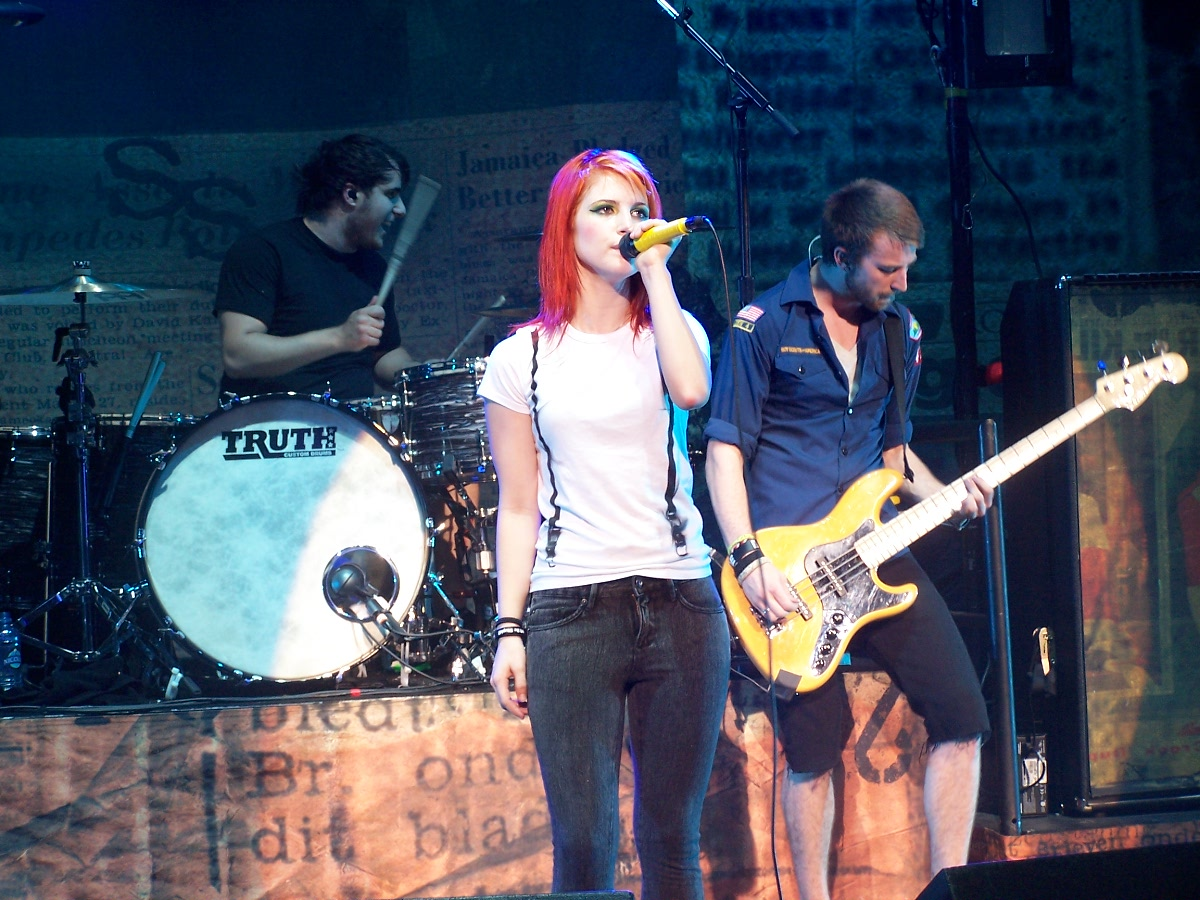
بارامور في فانكوفر 2009.

- بارامور في فانكوفر 2009. هايلي ويليامز – معنية رئيسية، بيانو (2004–الآن)
- زاك فارو – إيقاعات (2004–2010؛ 2017–الآن)
- تايلور يورك – قيثارة (2007–الآن)، إيقاعات (2010–2017)

### الأعضاء السابقون
- جوش فارو – قيثارة (2004–2010)
- جيرمي ديفيز – قيثارة (2004–2005، 2005–2015)
- جيسون باينوم – قيثارة (2004–2005)
- جون هيمبري – قيثارة (2005)
- هنتر لامب – قيثارة (2005–2007)

## الألبومات
| العنوان "بالإنجليزية"  | تاريخ الإصدار   |
| ---------------------- | --------------- |
| All We Know Is Falling | 26 يوليو، 2005  |
| Riot!                  | 12 يونيو، 2007  |
| Brand New Eyes         | 29 سبتمبر، 2009 |
| Paramore               | 5 أبريل، 2013   |
| After Laughter         | 12 مايو، 2017   |

## وصلات خارجية
- بارامور على موقع IMDb (الإنجليزية)
- بارامور على موقع ميوزك برينز (الإنجليزية)
- بارامور على موقع رولينغ ستون (الإنجليزية)
- بارامور على موقع أول ميوزيك (الإنجليزية)
- بارامور على موقع ديسكوغز (الإنجليزية)

- الموقع الرسمي